# Wendel Geraldo Maurício e Silva
Wendel Geraldo Maurício e Silva, meglio noto come Wendel (Mariana, 28 aprile 1982), è un ex calciatore brasiliano, di ruolo centrocampista.

## Caratteristiche tecniche
Viene schierato come esterno offensivo di centrocampo a sinistra.

## Carriera

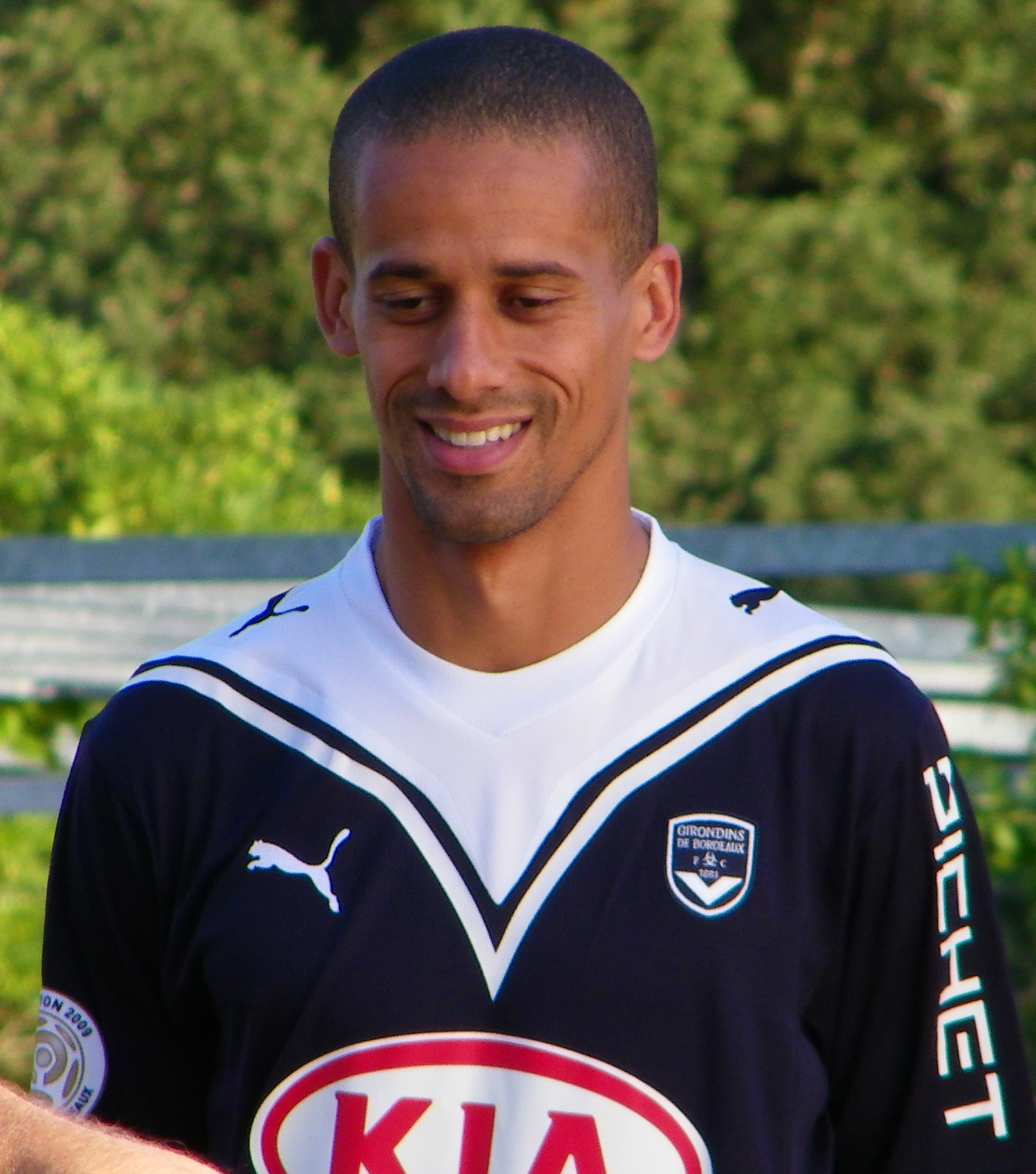

Wendel ha iniziato a giocare nelle giovanili del Cruzeiro entrando in prima squadra nel 2000.
Dopo aver disputato 88 partite con i brasiliani si è trasferito al Nacional. Dopo una stagione è stato girato in prestito al Santos.
Nell'agosto 2006 ha firmato per i francesi del Bordeaux.

## Palmarès

### Club

#### Competizioni nazionali
- Campionato brasiliano: 1

Cruzeiro: 2003
- Coppa del Brasile: 2

Cruzeiro: 2000, 2003
- Campionato francese: 1

Bordeaux: 2008-2009
- Coppa di Lega francese: 2

Bordeaux: 2006-2007, 2008-2009
- Supercoppa francese: 2

Bordeaux: 2008, 2009

#### Competizioni regionali
- Campionato Mineiro: 3

Cruzeiro: 2002, 2003, 2004
- Copa Sul-Minas: 2

Cruzeiro: 2001, 2002